# Narathura hercules
Narathura hercules är en fjärilsart som beskrevs av William Chapman Hewitson 1862. Narathura hercules ingår i släktet Narathura och familjen juvelvingar. Inga underarter finns listade i Catalogue of Life.